# Episodi di Star Trek: Discovery (quarta stagione)
La quarta stagione della serie televisiva Star Trek: Discovery, composta da 13 episodi, è stata pubblicata settimanalmente dal servizio di video on demand Paramount+ a partire dal 18 novembre 2021 al 27 gennaio 2022.
In Italia la serie doveva essere inizialmente pubblicata su Netflix, ma a pochi giorni dal lancio della nuova stagione è stato annunciato che in Europa la serie sarebbe stata trasmessa da Paramount+, quando il servizio sarebbe stato disponibile anche in Europa, probabilmente nel 2022.
In seguito venne comunicato che gli episodi della quarta stagione della serie sarebbero stati distribuiti su Pluto TV a partire dal 26 novembre 2021..
| nº | Titolo originale     | Titolo italiano       | Pubblicazione USA | Pubblicazione Italia |
| -- | -------------------- | --------------------- | ----------------- | -------------------- |
| 1  | Kobayashi Maru       | Kobayashi Maru        | 18 novembre 2021  | 26 novembre 2021     |
| 2  | Anomaly              | Anomalia              | 25 novembre 2021  | 26 novembre 2021     |
| 3  | Choose to Live       | Scegliere di vivere   | 2 dicembre 2021   | 3 dicembre 2021      |
| 4  | All Is Possible      | Tutto è possibile     | 9 dicembre 2021   | 10 dicembre 2021     |
| 5  | The Examples         | Gli esempi            | 16 dicembre 2021  | 17 dicembre 2021     |
| 6  | Stormy Weather       | Tempesta              | 23 dicembre 2021  | 24 dicembre 2021     |
| 7  | ...But to Connect    | ...Connettere         | 30 dicembre 2021  | 31 dicembre 2021     |
| 8  | All In               | Rischiare tutto       | 10 febbraio 2022  | 11 febbraio 2022     |
| 9  | Rubicon              | Rubicone              | 17 febbraio 2022  | 18 febbraio 2022     |
| 10 | The Galactic Barrier | La barriera galattica | 24 febbraio 2022  | 25 febbraio 2022     |
| 11 | Rosetta              | Rosetta               | 3 marzo 2022      | 4 marzo 2022         |
| 12 | Species Ten-C        | Specie Dieci-C        | 10 marzo 2022     | 11 marzo 2022        |
| 13 | Coming Home          | Ritorno a casa        | 17 marzo 2022     | 18 marzo 2022        |

## Kobayashi Maru
- Titolo originale: Kobayashi Maru
- Diretto da: Olatunde Osunsanmi
- Scritto da: Michelle Paradise, Jenny Lumet, Alex Kurtzman

### Trama
Il capitano Michael Burnham della USS Discovery e il suo compagno, Cleveland "Book" Booker, si recano su Alshain IV per invitare il "popolo farfalla" a ricongiungersi alla Federazione dei Pianeti Uniti, dimostrando le buone intenzioni della Federazione aiutando a riparare la tecnologia degli Alhain da lungo tempo danneggiata e donando loro una fornitura di dilitio. Successivamente Book riparte per il suo pianeta natale, Kwejian, per partecipare alla cerimonia per il raggiungimento della maggiore età del nipote Leto. Burnham e l'equipaggio della Discovery partecipano alla riapertura ufficiale dell'Accademia della Flotta Stellare, dove incontrano il nuovo presidente della Federazione Laira Rillak. La Flotta Stellare riceve una richiesta di soccorso da parte di una stazione spaziale vicina a Kweijan e il presidente Rillak accompagna la Discovery a indagare. La stazione spaziale è alla deriva e sta roteando in maniera incontrollata a causa di una distorsione gravitazione sconosciuta. Burnham decide di aiutare in prima persona a evacuare il personale della stazione, mentre Rillak mette in dubbio le sue decisioni e in seguito rivelerà che la stava osservando per valutarla come potenziale candidato per un nuovo incarico, ma è preoccupata del suo approccio. Su Kweijan Book assiste a una strana irrequietezza degli uccelli e vola nell'atmosfera con la sua nave per investigare il fenomeno, ma nello stesso momento la distorsione gravitazionale distrugge l'intero pianeta.
- Guest star: Bill Irwin (Su'Kal)
- Altri interpreti: Chelah Horsdal (Laira Rillak), Oded Fehr (Charles Vance), Ian Alexander (Gray Tal)

## Anomalia
- Titolo originale: Anomaly
- Diretto da: Olatunde Osunsanmi
- Scritto da: Anne Cofell Saunders, Glenise Mullins

### Trama
Book è provato dal dolore per la perdita del suo pianeta e della sua famiglia ed è perseguitato da allucinazioni del nipotino Leto. L'ufficiale scientifico Paul Stamets spiega a Rillak e al Comando della Flotta Stellare che la distruzione di Kwejian è stata causata da un'anomalia gravitazionale senza precedenti che richiede ulteriori indagini. L'ex capitano della Discovery Saru torna per servire come primo ufficiale di Burnham e i due decidono di saltare a una distanza di sicurezza al di fuori dell'anomalia. I dati iniziali smentiscono alcune delle loro teorie e Book si offre volontario per volare con la sua nave nell'anomalia per saperne di più. Burnham si convince a lasciare che Book porti a termine la missione, che alla fine ha successo. Durante questo periodo, però, l'anomalia cambia inspiegabilmente direzione e provoca danni alla Discovery, lasciando solo l'incertezza sulla sua prossima direzione e sull'impatto che avrà su altri pianeti. In seguito, Book inizia ad aprirsi con Burnham riguardo al suo dolore. Nel frattempo, il dottor Hugh Culber e il guardiamarina Adira Tal aiutano a trasferire la coscienza del defunto fidanzato di Adira, Gray, in un corpo sintetico, utilizzando una tecnologia non comune che in precedenza aveva avuto successo con Jean-Luc Picard.
- Altri interpreti: Chelah Horsdal (Laira Rillak), Annabelle Wallis (Zora)
- Da questa puntata il capitano Saru torna sulla Discovery, ma col ruolo di primo ufficiale: la situazione che vede due capitani nella stessa nave, ma uno solo al comando, capitò anche a Kirk e Spock nel finale di Rotta verso la Terra e nei lungometraggi successivi.

## Scegliere di vivere
- Titolo originale: Choose to Live
- Diretto da: Christopher J. Byrne
- Scritto da: Terri Hughes Burton

### Trama
J'Vini, cittadina romulana di Ni'Var e monaca dell'ordine Qowat Milat, attacca diverse navi della Flotta Stellare per rubare rari cristalli di dilitio. In una rapina uccide un ufficiale. L'ammiraglio della Flotta Stellare Charles Vance lo rivela a Burnham, al presidente di Ni'Var T'Rina e alla madre di Burnham, Gabrielle, che è un membro del Qowat Milat. Rillak non vuole perseguire J'Vini senza la guida di T'Rina, poiché Ni'Var sta per negoziare il suo rientro nella Federazione. Gabrielle crede che J'Vini abbia trovato una causa persa per cui combattere e si unisce a Burnham in una missione per arrestarla. Trovano J'Vini su quella che sembra una luna arida, ma che in realtà è un'enorme astronave che ospita rifugiati in animazione sospesa. Non riuscendo a svegliarli, J'Vini ha rubato il dilitio per poter spostare la nave fuori dal percorso dell'anomalia. Burnham arresta J'Vini, ma aiuta a svegliare i rifugiati e a spostare la nave. Nel frattempo, Stamets e Book si recano a Ni'Var per analizzare i dati sull'anomalia, che Stamets ha soprannominato DMA (Dark Matter Anomaly). Non riescono a capire di cosa si tratti; con una fusione mentale, T'Rina aiuta Book a rivivere i ricordi di Leto, che gli portano un po' di conforto.
- Altri interpreti: Chelah Horsdal (Laira Rillak), Ayesha Mansur Gonsalves (J'Vini)

## Tutto è possibile
- Titolo originale: All Is Possible
- Diretto da: John Ottman
- Scritto da: Alan McElroy, Eric J. Robbins

### Trama
Ni'Var accelera i negoziati con la Federazione e Rillak chiede a Burnham e Saru di partecipare. Culber suggerisce a Silvia Tilly, che si sente insicura del suo posto sulla nave, di accompagnare un gruppo di nuovi cadetti dell'Accademia della Flotta Stellare in un'esercitazione di team building. Anche Adira si unisce a loro per la missione, in cui i cadetti devono lavorare insieme per sorvegliare un pianeta. Inizialmente non vanno d'accordo, ma sono costretti a legare dopo essere stati sviati dalla rotta ed essere precipitati su una luna pericolosa. Insieme riescono a segnalare la loro situazione ad una nave della Flotta Stellare che li salva e li riporta al quartier generale della Federazione, dove il dottor Kovich offre a Tilly un posto di insegnante all'Accademia. I colloqui tra Ni'Var e la Federazione sembrano interrompersi, ma Burnham e Saru parlano con entrambe le parti e propongono un compromesso che tutti accettano: un comitato indipendente dalla leadership della Federazione esaminerà regolarmente l'unione e fornirà una supervisione indipendente, e Burnham si offre di servire nel comitato come cittadina sia della Federazione che di Ni'Var. Tilly accetta poi il posto di insegnante e lascia la nave.
- Guest star: David Cronenberg (Kovich)
- Altri interpreti: Chelah Horsdal (Laira Rillak)

## Gli esempi
- Titolo originale: The Examples
- Diretto da: Lee Rose
- Scritto da: Kyle Jarrow

### Trama
Il DMA scompare e riappare a 1000 anni luce di distanza pochi secondi dopo, dimostrando che non si tratta di un'anomalia naturale. Lo scienziato Ruon Tarka si unisce alla nave per aiutare a determinare chi ha creato la DMA ed è in grado di realizzarne un modello che richiede una potenza superiore a quella che la Discovery può fornire. Apprendendo che la fascia di asteroidi di Radvek si trova sulla nuova traiettoria della DMA, la Discovery viene inviata a evacuare i suoi abitanti. Il magistrato della fascia è grato per l'aiuto e inizia a organizzare il teletrasporto della sua gente, ma si rifiuta di rilasciare i prigionieri, che chiama "gli esempi". Burnham e Book vanno a liberare i prigionieri stessi, che sostengono di essere stati imprigionati per crimini minori. Burnham li convince a fuggire offrendo loro asilo sulla Discovery, ma uno di loro, Felix, sceglie di restare. Il prigioniero rivela di aver rubato una sfera che era una eredità di famiglia e di averne ucciso il proprietario nella lotta che ne è seguita. Book vuole ancora salvarlo, ma Burnham rispetta la volontà di Felix, che muore quando la cintura di asteroidi viene distrutta dalla DMA. In seguito, Burnham dona la sfera alla figlia dell'uomo ucciso da Felix.
- Guest star: David Cronenberg (Kovich)
- Altri interpreti: Annabelle Wallis (Zora), Shawn Doyle (Ruon Tarka), Michael Greyeyes (Felix)

## Tempesta
- Titolo originale: Stormy Weather
- Diretto da: Jonathan Frakes
- Scritto da: Anne Cofell Saunders, Brandon Schultz

### Trama
La Discovery entra in una spaccatura subspaziale, creata dalla DMA, per indagare, trovando un vuoto da cui non riesce a uscire. Un robot DOT lascia la nave per indagare e si disintegra. Book e Stamets tentano di saltare fuori dalla spaccatura, ma Book inizia ad avere allucinazioni del padre defunto di cui è il compleanno. Stamets capisce che le allucinazioni sono state causate dall'interazione con le particelle della barriera ai confini della galassia. Il computer avanzato della nave, Zora, tenta di svolgere i suoi compiti abituali mentre aiuta a trovare una via d'uscita dalla spaccatura e insolitamente si ritrova sommerso di dati. Gray si offre di aiutare Zora a ripulire i suoi processi giocando insieme. Dopo aver fatto questo, Zora è in grado di rilevare micro-variazioni sui sensori esterni che possono essere utilizzate per condurli fuori dal vuoto. Per proteggere l'equipaggio dagli effetti del passaggio nel vuoto, essendo gli scudi danneggiati, Burnham fa trasportare tutti nel buffer degli schemi del teletrasporto (dove la materia viene convertita in energia) e fa controllare la nave a Zora. Al risveglio in infermeria, Burnham apprende che sono usciti con successo dalla spaccatura.
- Altri interpreti: Annabelle Wallis (Zora)

## ...Connettere
- Titolo originale: ...But to Connect
- Diretto da: Lee Rose
- Scritto da: Terri Hughs Burton, Carlos Cisco

### Trama
Zora determina la posizione del creatore del DMA, indicato come "Specie sconosciuta 10-C", ma si rifiuta di condividerla con l'equipaggio per timore della loro sicurezza. Il dottor Kovich si consulta sul comportamento di Zora e fa notare che la Flotta Stellare ha delle regole contro l'integrazione di sistemi senzienti nelle navi stellari. I membri dell'equipaggio sostengono Zora e le sue intenzioni, ma altri sono preoccupati che non segua gli ordini a causa del suo controllo su tutti i sistemi della nave. Indagando sulla sua programmazione evoluta, Kovich stabilisce che Zora è una nuova forma di vita e può rimanere sulla nave, ma per farlo deve arruolarsi nella Flotta Stellare e seguire tutti gli ordini dei suoi superiori. Lei accetta e rivela le coordinate. Nel frattempo, Burnham e Book partecipano a un'assemblea di rappresentanti della Federazione e non, per discutere della DMA. Rillak e Burnham vogliono contattare la stirpe 10-C e cercare di evitare un'escalation del conflitto, ma Book appoggia Tarka, che ha progettato un'arma per distruggere la DMA prima che danneggi qualcun altro; l'assemblea vota a favore del primo contatto. Tarka e Book fuggono, progettando di usare loro stessi l'arma.
- Guest star: David Cronenberg (Kovich)
- Altri interpreti: Chelah Horsdal (Laira Rillak), Annabelle Wallis (Zora), Shawn Doyle (Ruon Tarka)

## Rischiare tutto
- Titolo originale: All In
- Diretto da: Christopher J. Byrne, Jen McGowan
- Scritto da: Sean Cochran

### Trama
Tarka ha bisogno di isolynium per completare la sua arma e Burnham sa da quale trafficante del mercato nero Book cercherà di ottenerlo. Rillak si rifiuta di lasciarla andare a cercarlo e Vance è d'accordo pubblicamente, ma in segreto dà a Burnham ordini diversi: raccogliere dati sulle coordinate di 10-C ma allo stesso tempo cercare di ottenere l'isolionio prima di Book e Tarka. Questi ultimi arrivano in un casinò di Porathia e incontrano Haz Mazaro, che accetta di vendere loro l'isolynium se Book li aiuterà a trovare un imbroglione nel casinò. Burnham e l'ufficiale alle operazioni Joann Owosekun arrivano poco dopo e comprano da Mazaro delle carte che mappano le coordinate della specie 10-C. Non riescono però a battere Book e Tarka per l'acquisto di isolynium, così Owosekun combatte su un ring per guadagnare più soldi. Si avvicinano a Mazaro con il denaro proprio quando Book cattura un baro e il mazziere decide di risolvere la questione con una partita a poker. Book vince la partita e reclama l'isolynium, ma non prima che Burnham abbia piazzato un localizzatore su di esso. I grafici rivelano un grande "ipercampo" artificiale oltre la barriera galattica e i dati suggeriscono che è alimentato dalla rara boronite che la DMA estrae dai pianeti: essa non è dunque un'arma, ma un estrattore di dimensioni enormi.
- Altri interpreti: Shawn Doyle (Ruon Tarka), Oded Fehr (Charles Vance), Oksana Sirju (Cashier), Warren Scherer (Kurr), Annabelle Wallis (Zora), Daniel Kash (Haz Mazaro)

## Rubicone
- Titolo originale: Rubicon
- Diretto da: Andi Armaganian
- Scritto da: Alan McElroy

### Trama
L'ex ufficiale della sicurezza della Discovery, Nhan, viene incaricata di supervisionare la nave mentre segue il dispositivo di tracciamento di Burnham, per assicurarsi che Burnham non permetta ai suoi sentimenti personali di ostacolare Book e Tarka. Poi saltano verso una posizione vicina alla nave di Book, dove Book e Tarka completano l'arma. Saru guida una navetta occultata per intrufolarsi sulla nave di Book e disattivare l'arma, ma viene attaccato da un nuovo sistema di sicurezza automatizzato che Tarka ha installato sulla nave di Book. Book aiuta Saru e l'equipaggio della navetta a fuggire verso la Discovery, poi trova il localizzatore e lo disattiva. Salta nel DMA e la Discovery lo segue. Nhan si prepara a ordinare la distruzione della nave di Book prima che possa attaccare il controllore al centro del DMA. Entrambe le navi trovano il controllore e c'è uno scontro in cui Burnham riesce a convincere sia Nhan che Book a ritirarsi. Tarka agisce alle spalle di Book e spara contro il controllore, distruggendolo e distruggendo il DMA, ma non trova la fonte di energia che si aspettava. Book e Tarka fuggono e poco dopo appare un nuovo DMA nello stesso luogo.
- Altri interpreti: Tara Rosling (T'Rina), Shawn Doyle (Ruon Tarka), Annabelle Wallis (Zora), Rachael Ancheril (D. Nhan)

## La barriera galattica
- Titolo originale: The Galactic Barrier
- Diretto da: Deborah Kampmeier
- Scritto da: Anne Cofell Saunders

### Trama
Temendo ritorsioni da parte della Specie 10-C, Rillak anticipa la data del primo contatto. Lei, T'Rina e alcuni diplomatici salgono a bordo della Discovery, che salta verso la barriera galattica e inizia il pericoloso volo attraverso di essa. Prima di perdere il contatto con la Federazione, vengono contattati da Vance che comunica loro che la DMA è ormai prossima a distruggere la Terra e Ni'Var. Nel frattempo, Book e Tarka hanno bisogno di antimateria programmabile per attraversare la barriera e si recano in una prigione abbandonata dove Tarka era stato rinchiuso e dove possiede una scorta. Tarka spiega di aver fatto amicizia con un compagno di prigionia, Oros, che ha costruito una macchina per trasportarli in un pacifico universo parallelo. I due sono stati separati e Tarka non sa se Oros sia riuscito nel suo intento, ma lo spera, e ha costruito la sua macchina per poterci andare anche lui. La macchina richiede una grande quantità di energia e Tarka aveva pianificato di utilizzare la fonte di energia della DMA prima di rendersi conto che si trova nel luogo in cui si trova 10-C e non nella DMA stessa. Dopo un difficile volo, la Discovery emerge dalla barriera galattica e inizia a viaggiare verso le coordinate di 10-C.
- Guest star: David Cronenberg (Kovich)
- Altri interpreti: Hiro Kanagawa (Hirai), Annabelle Wallis (Zora), Oded Fehr (Charles Vance), Shawn Doyle (Ruon Tarka), Chelah Horsdal (Laira Rillak), Tara Rosling (T'Rina), Phumzile Sitole (Ndoye), Osric Chau (Oros)

## Rosetta
- Titolo originale: Rosetta
- Diretto da: Jeff Byrd e Jen McGowan
- Scritto da: Terri Hughes Burton

### Trama
Burnham decide di visitare un pianeta morto vicino all'ipercampo che potrebbe essere il pianeta natale della Specie 10-C. Il generale terrestre Diatta Ndoye ritiene che sia una perdita di tempo, ma altri diplomatici appoggiano la decisione se fornisce informazioni utili. Burnham si reca sul pianeta con Saru, Culber e la pilota Keyla Detmer, dove trovano i grandi scheletri di una specie che un tempo viveva negli strati di gas del pianeta. Cominciano anche a sperimentare allucinazioni che generano forti sensazioni come la paura. Il team deduce che il 10-C è fuggito dal pianeta durante le esplosioni di meteoriti che hanno bruciato il gas e ucciso alcuni membri della specie, e che la specie usa composti complessi di idrocarburi per comunicare le proprie emozioni che ora si ripercuotono sul pianeta. Ritengono di poter utilizzare questi idrocarburi per comunicare con 10-C. Nel frattempo, Book e Tarka seguono la Discovery sul pianeta e salgono a bordo di nascosto. Tarka aggira i sensori di Zora per permettere alla loro nave di essere attaccata alla Discovery senza essere notata, prendendo in ostaggio l'ingegnere capo Jett Reno. Book convince Ndoye ad aiutarli a distruggere la DMA.

## Specie Dieci-C
- Titolo originale: Species Ten-C
- Diretto da: Olatunde Osunsanmi
- Scritto da: Kyle Jarrow

### Trama
La Discovery rilascia sull'ipercampo l'idrocarburo che rappresenta la pace. Ben presto viene trascinata all'interno della struttura e circondata da una sfera fatta di una sostanza sconosciuta. I membri della Specie 10-C rispondono con altri idrocarburi e con uno schema luminoso che l'equipaggio decifra come un "linguaggio ponte" simile al Lincos che utilizza equazioni matematiche. La Specie 10-C usa questo linguaggio per chiedersi perché la DMA sia stata distrutta dall'arma di Tarka e l'equipaggio è in grado di comunicare la propria paura della DMA. Sulla nave di Book, Tarka progetta di usare Ndoye per accendere un flusso di plasma dalla Discovery che permetterà loro di sfuggire alla sfera e di volare direttamente verso la fonte di energia della DMA. Reno si rende conto che se Tarka prende la fonte di energia ora, distruggerà l'ipercampo e tutti i suoi componenti e probabilmente distruggerà ancora la Terra e Ni'Var. Book affronta Tarka a questo proposito, ma Tarka usa i suoi aggiornamenti della nave per trattenere Book. Mentre l'equipaggio della Discovery tenta di chiedere al 10-C di ritirare il DMA, Ndoye attua il piano di Tarka e la nave di Book fugge. I membri del 10-C smettono di comunicare. Reno riesce a trasmettere un messaggio a Burnham che spiega il piano di Tarka.
- Altri interpreti: Shawn Doyle (Ruon Tarka), Chelah Horsdal (Laira Rillak), Tara Rosling (T'Rina), Annabelle Wallis (Zora), Hiro Kanagawa (Dr. Hirai), Phumzile Sitole (Capitano Ndoye)

## Ritorno a casa
- Titolo originale: Coming Home
- Diretto da: Olatunde Osunsanmi
- Scritto da: Michelle Paradise

### Trama
Tarka inizia a smontare il contenitore della fonte di energia, provocando pericolose esplosioni di plasma. T'Rina scopre che le menti dei 10-C sono collegate e non capiscono che Tarka sta agendo indipendentemente dalla Discovery. L'equipaggio sacrifica la propulsione a spore della Discovery per sfuggire alla sfera, ma non riesce ad avvicinarsi alla nave di Book a causa del plasma. Ndoye si offre di fare ammenda speronando la nave di Book con una navetta, uccidendo Tarka. Ndoye e Reno vengono teletrasportati in salvo, ma Book sembra morire. L'equipaggio della Discovery incontra i membri del 10-C su un pianeta all'interno dell'ipercampo e spiega che Tarka stava lavorando da solo e perché. I 10-C disattivano il DMA, risparmiando la Terra e Ni'Var, e rivelano di aver salvato Book. Discutendo del suo dolore e usando le sue capacità empatiche, Book convince 10-C a smettere del tutto di usare la DMA, ad abbattere l'ipercampo e a iniziare a lavorare con gli altri per riparare ai danni causati dalla DMA. 10-C utilizza un tunnel spaziale per inviare la Discovery sulla Terra, e decide di riunirsi alla Federazione. Book viene punito per le sue azioni e inviato ad aiutare altri che sono stati danneggiati dalla DMA.
- Guest star: Stacey Abrams (Presidente della Terra)
- Altri interpreti: Mary Wiseman (Sylvia Tilly), Oded Fehr (Charles Vance), Shawn Doyle (Ruon Tarka), Chelah Horsdal (Laira Rillak), Tara Rosling (T'Rina), Hiro Kanagawa (Dr. Hirai)
- L'episodio è dedicato alla memoria di April Nocifora, produttrice e supervisore della serie, deceduta prematuramente nel dicembre 2021.[10]